# Конституційне право України
Конституці́йне пра́во України — провідна (фундаментальна) галузь національного права, являє собою сукупність правових норм, перш за все принципів і норм Конституції, які закріплюють основи політичної та економічної організації суспільства, форму держави, порядок і принципи формування та компетенцію органів державної влади та місцевого самоврядування, основи правового статусу людини і громадянина.
Окрім того, в інших значеннях це відповідна юридична наука та навчальна дисципліна.
Справжній ренесанс вітчизняного конституціоналізму та його нове якісне наповнення надбаннями європейського й світового конституціоналізму відбулося лише після проголошення незалежності України (1990—1991 рр.). Уже перший історичний акт цього періоду — Декларація про державний суверенітет від 16 липня 1990 р. задекларував основні цінності конституціоналізму, як-от:  побудова демократичної та правової держави;  усебічне забезпечення прав і свобод людини;  здійснення державної влади за принципом її поділу на законодавчу, виконавчу та судову; захист усіх форм власності, зокрема й приватної тощо. Саме Декларація започаткувала новітній конституційний процес в Україні, ставши його світоглядно-методологічною основою.
Правова держава – держава, де  діють та домінують справедливі  закони, усі люди рівні перед законом і судом, втілюється верховенство права, забезпечуються права і свободи людини, гарантується принцип недопустимості звуження існуючих прав і свобод людини та відповідальності влади перед людиною, а реалізація принципу розподілу влади забезпечує незалежність та справедливість судочинства, гармонізацію державного управління, злагоду в суспільстві та створює таку систему правовідносин, за якої максимально усуваються можливості свавілля чиновників та повернення до тоталітаризму. 
Конституційне право України грунтується на доктрині правової, демократичної, соціальної, правової держави. Одна з важливих засад правової держави – розподіл влади з метою створення такої її моделі, яка включала б з необхідною самодостатністю систему стримувань і противаг, що унеможливлювали б будь-які спроби реанімації диктатури і тоталітаризму. 
До речі ідея поділу влади вперше була втілена в Україні - в Конституції Пилипа Орлика 5 квітня 1710 року .  
Між тим, конституційні реформи не усунули дуалізму виконавчої влади та дублювання повноважень між державними інституціями При змішаних та парламентських формах правління поділ влади проходить по лінії парламентська більшість (уряд) – опозиція. При нашій змішаній формі правління додаткове збурення сюди вносить "дуалізм" виконавчої влади. Адже, коли президент не спирається на парламентську більшість, конституційна процедура формування уряду має наслідком період "співіснування" — конкуренцію компетенцій президента й уряду, що спирається на парламентську більшість. Так чи інакше це загрожує тиранією парламентської більшості, а в разі слабкої структуризації парламенту — слабкою контрольованістю урядового політичного курсу та зловживаннями. В таких умовах важливий судовий конституційний контроль, який на засадах незалежності та безсторонності вводить цей бурхливий політичний процес у конституційні рамки.

## Особливості конституційного права
Конституційному праву України притаманні риси, які є характерними для кожної із галузей національного права – нормативність, формальна визначеність, спрямованість на досягнення певного правового результату, можливість захисту правових приписів засобами державного характеру і т. ін. Специфічні характерні ознаки і риси, що притаманні конституційному праву України, розкриваються з найбільшою повнотою через такі категорії, як: предмет конституційного права, метод конституційно-правового регулювання, соціальне призначення і місце конституційного права України в системі національного права, функції конституційного права, особливості конституційно-правових норм та відноси, що виникають в результаті їх реалізації, специфіка конституційно-правової відповідальності. 
Конституційному праву притаманні такі ознаки:
1. Конституційне право України належить до галузей публічного права, оскільки предмет правового регулювання цієї галузі права пов'язаний з публічним здійсненням влади народу, держави та територіальної громади.
2. Конституційне право України має предметом правового регулювання найбільш важливі суспільні відносини у політичній та інших сферах суспільного і державного ладу.
3. Конституційне право України має свій метод правового регулювання, тобто сукупність прийомів і способів юридичного впливу на суспільні відносини, які є предметом цієї галузі права.
4. Конституційне право України має досить розгалужену систему. Ця система представлена такими елементами, як природне і позитивне право; матеріальне і процесуальне право; загальна й особлива частина тощо. Але традиційними елементами системи конституційного права залишаються інститути і норми конституційного права.
5. Для конституційного права України характерна особлива система галузевих джерел права. Основне джерело конституційного права України — Конституція України 1996 р. — є одночасно головним джерелом всієї системи національного права і виступає пріоритетною цінністю правової системи України загалом.
6. Функції конституційного права України, тобто основні напрямки і види його впливу на суспільні відносини поширюються на всі або більшість сфер суспільного та державного життя України — політичну, економічну, соціальну, культурну (духовну, ідеологічну), зовнішньополітичну та інші тісно пов'язані з ними сфери.
7. Для конституційного права України характерне широке коло суб'єктів відповідних галузевих правовідносин.
8. Конституційне право України передбачає особливий вид суспільних відносин, пов'язаних із юридичною відповідальністю за порушення конституційно-правових норм.
9. Конституційне право України має винятково важливе значення для національної системи права і правової системи України загалом.
10. Конституційне право України відіграє дуже важливу роль у суспільстві та державі, виступаючи одночасно як загальновизнаною соціальною цінністю (благом), так і засобом пізнання дійсності. На відміну від інших галузей права, положення норм цієї галузі права, конституційно-правові дослідження та конституційна освіта є важливими для кожної людини, незалежно від її політичних, релігійних та інших переконань, статі, етнічного та соціального походження, майнового стану, місця проживання та інших ознак.

## Предмет конституційного права України
Предметом конституційного права України є суспільні відносини з приводу: – устрою держави, організації і функціонування державної влади; – громадянської свободи – тобто взаємовідносин між особою і державою.
Основним предметом правового регулювання конституційного права України є суспільні відносини, які виникають і діють в процесі здійснення влади народом України.
Предмет конституційного права опосередковує собою чотири групи (блоки) суспільних відносин:
1. Відносини, які складають основоположні засади народовладдя, суверенітету народу.
Суверенітет народу — це природне право народу бути верховним і повновладним на своїй території. Суверенітет буває потенційним і реальним.
Потенційним суверенітетом володіє практично будь-який етнос, незалежно від того, має він свою державність чи ні, оформився він у таку історичну спільність, як народ, визнаний він іншими державами і націями чи ні.
Реальний суверенітет — це втілення в життя суверенних прав народу, його волі йти таким шляхом, який він вважає найкращим. Суверенна воля народу України, вільно сформована і втілена у відповідних документах (передусім у Конституції України), і є єдиним джерелом державної влади.
2. Відносини, які розкривають побудову, устрій держави, як організації влади народу і для народу.
Влада — необхідний спосіб організації суспільства, процесів, що відбуваються в ньому, в тому числі за рахунок авторитарних методів, які передбачають можливість нав'язування волі суб'єкта влади, застосування в разі потреби примусу.
3. Відносини, які опосередковують основоположні засади функціонування держави.
Головними з них є гуманізм, демократизм, розподіл влад, виразом якого є механізм противаг, взаємного контролю гілок влади, їх врівноваженості.
Такі засади забезпечують стабільність і належну цілеспрямованість функціонування держави, її соціальний характер.
4. Відносини, що визначають характер зв'язків між державою і конкретною особою. Це:
а) відносини громадянства, під якими, звичайно, розуміють постійний правовий зв'язок між особою і державою, що надає їм відповідні права й покладає певні обов'язки;
б) відносини фундаментальних прав громадян України: економічних, політичних, соціальних, культурних, екологічних;
в) відносини гарантій реалізації прав і свобод;
г) відносини, що випливають із факту відповідальності держави перед особою і навпаки.

## Метод конституційного права України
Метод конституційно-правового регулювання – це спосіб встановлення і застосування норм конституційного права, це прийом, спосіб впливу норм конституційного права на суспільні відносини.
Метод конституційного права, або метод конституційно-правового регулювання — це система способів, прийомів цілеспрямованого юридичного впливу норм конституційного права на суспільні відносини, що є предметом конституційно-правового регулювання.
Для конституційного права традиційно характерним методом правового регулювання є метод субординації або імперативний метод, що передбачає регулювання суспільних відносин зверху донизу на власно-імперативних началах.
Утім імперативний метод або метод субординації в сучасному конституційному праві втрачає свої виняткові позиції. Це позначилося на тому, що багато суб'єктів конституційного права не перебувають між собою в імперативно-субординаційних зв'язках. 
Загальними методами здійснення юридичного впливу права на суспільні відносини, що активно застосовуються і в конституційному праві, є метод позитивного зобов'язання, метод дозволу та метод заборони.
Метод конституційного зобов'язання виявляється в спонукальному щодо суб'єктів конституційного права характері конституційних приписів.
Метод конституційного дозволу знаходить своє нормативне вираження в положеннях чинного конституційного законодавства України про міру можливої правової поведінки суб'єктів конституційного права.
Метод заборони передбачає юридичне обмеження правосуб'єктності учасників конституційно-правових відносин, що має на меті упередження конституційного делікту.

## Принципи конституційного права України
Принципи конституційного права України (з фр. princeps, від лат. prinsipium — початок, основа) — це керівні засади, ідеї, ідеали, які визначають сутність, зміст, спрямованість і форми конституційно-правового регулювання. 
Становлення й розвиток принципів конституційного права, як і самого конституційного права, нерозривно пов’язані зі становленням та розвитком конституційно-правової думки. У них втілені найважливіші надбання конституціоналізму, сформульовані видатними мислителями минулого, як : повага людської гідності, невідчужуваних прав людини, демократичного правління, розподіл влади, верховенство права тощо. 
До принципів правової держави, закріплених у Конституції України, за визначенням В. М. Кампо, відносяться:
1) принцип верховенства Конституції (частина друга статті 8, статті 147, 150, 151, 152 Конституції);
2) принцип здійснення державної влади на засадах її поділу на законодавчу, виконавчу і судову (стаття 6, розділи IV, V, VI, VIII Конституції);
3) принцип демократичної держави (статті 1, 5, розділ III Конституції);
4) принцип соціальної держави (статті 1, 13, 24, 43, 44, 45, 46, 48 Конституції);
5) принцип пріоритету прав людини і громадянина над іншими цінностями в державі (статті 3, 21, 22, 64 Конституції);
6) принцип реальної гарантованості прав і свобод громадян (статті 1, 3, 5, 6, 7, 8, 15, 19, 21, 22, 24, 55, 56, 57, 60 тощо Конституції);
7) принцип законності (статті 56, 75, пункт 3 частини першої статті 85, статті 92, 93, 94, 95, 129 Конституції);
8) принцип взаємної відповідальності держави та особи (статті 3, 56, 68, 152 Конституції).
Верховенство права – найважливіший цивілізаційний ідеал сьогодення, в зміст якого вкладається становлення системи правового і суспільного устрою де володарює право, де природні права і свободи людини знайшли загальне визнання та законодавче закріплення, визнані найвищою цінністю суспільства, їх забезпечення стає пріоритетом держави, де сама державна влада перебуває під владою права і контролем закону, обмежується правом, а саме право створює таку систему правовідносин та дієвих механізмів стримувань і противаг, за якої максимально усуваються можливості свавілля чиновників. 
Відстоюючи концепт правовладдя, С. Головатий зазначає, що «правовладдя» є одним із елементів тріади у цінностях, на яких сформувалася західна цивілізація: це є правдива демократія, це людські права і це правовладдя – «genuine democracy, human rights, rule of law». Отже, є три невідокремлені частини політичної і юридичної культури – людські права, демократія, правовладдя – і в центрі людська гідність.
Виходячи з положень Європейської Комісії за демократію через право (Венеціанська Комісія) а також  рішень Конституційного суду України, в інтегративній засаді верховенства права варто виділяти окремі функціональні принципи правовладдя та судочинства, а саме: а)  законність, б) заборона дискримінаційного тлумачення або застосування закону, в) заборона державного свавілля,  г) правова визначеність,  д) дотримання прав людини,  е) недискримінація і рівність перед законом, ж) ефективний доступ до правосуддя, з) презумпція добропорядності та невинуватості, і) пропорційність.  
Рівність людей у своїй гідності та правах – інтегративний принцип, викладений  в Декларації прав людини, в якій зазначено, що «всі люди народжуються вільними і рівними у своїй гідності та правах», «вони наділені розумом і совістю і повинні діяти у відношенні один до одного в дусі братерства» (ст. 1), «всі люди рівні перед законом і  мають право, без будь-якої різниці, на рівний їх захист законом» (ст.7), а також закріплений у ст.ст. 21, 24, 26 Конституції України та законах України.  
Серед універсальних принципів конституційного права дослідники назвають насамперед принцип поваги до людської гідності й прав людини.

### Загальні принципи конституційного права
Загальні принципи конституційного права — це найбільш узагальнені керівні засади, ідеї, а іноді й завдання цієї галузі права. До загальних принципів конституційного права України слід відносити принципи публічності, пріоритетності, універсальності, демократизму, активної дієвості, науковості, наступності, системності, програмності та ін.
- Принцип публічності конституційного права України означає, що ця галузь права має своїм завданням передусім регулювання суспільних відносин, пов'язаних зі здійсненням публічної влади народом України та Українською державою.
- Принцип пріоритетності визначає пріоритетний характер предмета, джерел і суб'єктів конституційного права України.
- Принцип універсальності конституційного права передбачає, що ця галузь права регулює широке коло найважливіших суспільних відносин політичного, економічного, соціального та культурного (духовного) характеру.
- Активна дієвість як принцип конституційного права України виявляється в дієвому характері конституційно-правових відносин, пов'язаних насамперед зі здійсненням влади у суспільстві та державі.
- Принцип науковості конституційного права України полягає в належному теоретичному обґрунтуванні всіх конституційно-правових явищ, наявності розвиненої конституційно-правової науки, яка своєчасно й ефективно забезпечує потреби конституційної практики.
- Принцип наступності конституційного права України виявляється в історизмі цієї галузі права, в її еволюційному становленні та розвитку.
- Системність конституційного права України полягає в тому, що складові елементи конституційного права являють собою найбільш цілісну й комплексну правову систему.
- Програмний принцип конституційного права України виражає перспективи розвитку суспільних відносин, що регулюються цією галуззю права.

### Спеціальні принципи конституційного права України
Спеціальні принципи конституційного права України — це керівні засади, ідеї, що виражають сутність і зміст окремих основних інститутів цієї галузі права. Ці принципи розвивають і деталізують загальні принципи конституційного права України, спрямовують їх на конкретні групи суспільних відносин.
Виходячи з системи основних інститутів національного конституційного права, слід розрізняти:
- принципи основ конституційного ладу України;
- принципи конституційно-правового статусу людини, зокрема принцип громадянства;
- принципи форм безпосередньої демократії;
- принципи організації та діяльності органів державної влади;
- принципи місцевого самоврядування;
- принципи конституційної юстиції;
- принципи основ національної безпеки й оборони України тощо.

## Конституційне право як наука і навчальна дисципліна
Конституційне право України як галузь національного права знаходить своє логічне продовження у відповідній галузевій науці та освіті.

### Становлення конституційно-правової думки України
Витоками конституційно-правової думки України є насамперед правові пам'ятки Київської Русі, документи Козацької доби, конституційні проєкти членів Кирило-Мефодіївського товариства.
Провісниками національних конституційних ідей можна вважати авторів «Історії русів» та «Оди на рабство» В. Капніста (1758—1823). У цих творах відстоювалися права людини на вільне існування та особистий розвиток, право на автономію України, а в перспективі — й на національно-визвольне повстання проти російського царату (за підтримки Пруссії).
У 1828 р. львівський професор П. Д. Лодій (1764—1829) видав роботу «Теорія (трактат) загальних прав, що містить в собі філософські вчення про природне загальне державне право», в якій відстоювалися позиції природного державного права.
Українська конституційно-правова думка 50-х років XIX ст. ознаменувалася діяльністю Кирило-Мефодіївського товариства (1845—1847), що дало Україні плеяду видатних філософів, просвітників — Т. Шевченка, Г. Андрузького, М. Гулака, О. Навроцького, І. Посяду, М. Костомарова, В. Білозерського, П. Куліша та ін.
Засновником суто української національної конституційної думки вважається провідний ідеолог Старої Громади, яка діяла у Києві, М. Драгоманов (1814—1895).
Національна наука конституційного права не була сформованою до початку XX ст. через відсутність національної державності. За радянської доби наука конституційного (державного) права України розвивалася в контексті загальносоюзної юридичної науки.
Після проголошення незалежності України в нашій державі сформувалася повноцінна наука конституційного права. Учені-юристи Інституту держави і права ім. В. М. Корецького НАН України, Академії правових наук України, Інституту законодавства Верховної Ради України та вищих закладів освіти, а також юристи-практики України зробили значний внесок у теорію конституційного права та сприяли науковому забезпеченню конституційних процесів в Україні, розвитку засад демократії те верховенства права.
З перших років існування Академії правових наук України її члени стали активними учасниками конституційного процесу. Так, президент Академії В. Я. Тацій, віцепрезидент Ф. Г. Бурчак, академіки М. В. Костицький та І. А. Тимченко були включені до складу Конституційної комісії.
Брали участь у підготовці проєкту Конституції України та її експертизі академіки Ю. С. Шемшученко, Ю. М. Грошовий, В. В. Копейчиков, В. І. Семчик, М. В. Цвік та члени-кореспонденти О. Л. Копиленко, О. П. Коцюба, В. Ф. Погорілко, Г. О. Мурашин, Ю. М. Тодика та інші фахівці.
У 1999 р. було видано перший вітчизняний підручник «Конституційне право України» за редакцією В. Ф. Погорілка, який витримав декілька перевидань. 
Ґрунтовні підручники, навчальні посібники та науково-практичні коментарі у сфері конституційного та муніципального права були підготовані В. Б. Авер'яновим, О. М. Баймуратовим, Ю. Г. Барабашем, О. В.  Батановим, Ю. М. Бисагою, Грошевим Ю. М., А. 3. Георгіцою, В. С.  Журавським,  В. М. Кампо,  М. І. Козюброю, В. В. Кравченком, В. Л. Мусіякою, В. Ф. Опришком,   О. В. Петришиним, В. Ф. Погорілком, М В. Савчиним,   М. Д. Сиротою,  Т. М. Слінько, О. В. Совгирею,  Р. О. Стефанчуком,  В. Я. Тацієм, В. М. Тертишником, В. П. Тихим, Ю. М. Тодикою,  В.Л. Федоренком,  О. Ф. Фрицьким, В.М. Шаповалом,  Ю. С. Шемшученком, Н. Г. Шукліною та іншими вченими.
Вченими-юристами сформовані основні концепти правової держави, громадського суспільства,  верховенства права та демократії. 
Правовою є держава, яка, як зазначає Ю. С. Шемшученко, функціонує на засадах верховенства права і закону і де реально забезпечуються права і свободи людини.  Але у більш широкому  контексті тільки цим зміст поняття правової держави не обмежується. Його елементами є також наявність високоякісного законодавства, чіткого механізму взаємодії і поділу гілок влади, відповідальності і контролю, високої правової культури населення. Саме ці елементи є організаційно-правовими засобами забезпечення прав і свобод людини і громадянина як серцевини поняття правової держави.  І саме тут зосереджені практичні проблеми, які стримують подальший розвиток України відповідно до принципів правової держави. 
Стратегія розвитку громадянського суспільства в Україні ставить за мету створення сприятливих умов для розвитку громадської ініціативи та самоорганізації, формування та діяльності інститутів громадянського суспільства, налагодження взаємодії між громадянами, згаданими інститутами та органами державної влади, органами місцевого самоврядування, у тому числі для реалізації та захисту прав і свобод людини та громадянина, задоволення суспільних інтересів, забезпечення громадської участі у прийнятті та реалізації владних рішень. 
Між тим, в наш екстраординарний час виявляються певні суттєві прогалини в окремих інститутах конституційного права. Зокрема не містить Конституція  чітких норм, які б передбачали повноваження демократичних інститутів для зміни влади під час воєнного стану. Так, ст. 83 Конституції України визначено, що повноваження Верховної Ради продовжуються до дня першого засідання першої сесії Верховної Ради України, обраної після скасування воєнного чи надзвичайного стану. Однак аналогічної норми стосовно Президента України Конституція України не містить. І хоча стаття 10 Закону України «Про правовий режим воєнного стану» від 12.05.2015 № 389-VIII містить положення, відповідно до якого «у період дії воєнного стану не можуть бути припинені повноваження Президента України, Верховної Ради України, Кабінету Міністрів України, Національного банку України, Уповноваженого Верховної Ради України з прав людини, судів, органів прокуратури, органів, що здійснюють оперативно-розшукову діяльність, досудове розслідування, розвідувальних органів та органів, підрозділи яких здійснюють контррозвідувальну діяльність», однак Конституція не містить аналогічних положень. Конституційний Суд України міг би надати роз’яснення зазначеній ситуації.

### Наука конституційного права України
Наука конституційного права є системою ідей, концепцій, теорій, вчень про конституційне право як галузь національного права.
Предметом науки конституційного права є актуальні теоретичні та практичні проблеми галузі конституційного права України і зарубіжних країн. До предмета науки конституційного права України належать розробка комплексних теоретичних проблем становлення народовладдя в Україні і його конституційного регулювання, сутність народного, державного і національного суверенітету та форми і механізми реалізації його на практиці, розвиток конституційного процесу, його проблеми і труднощі, аналіз основ правового статусу особи, конституційних принципів взаємовідносин держави і громадянина, особливостей правового становища іноземців, біженців, осіб без громадянства, національних меншин, конституційних основ організації громадянського суспільства.
Наука конституційного права має свою систему, що визначається структурою її предмета та системою галузі. Структурні елементи представлені відносно відособленими ідеями, гіпотезами, концепціями і теоріями, які у своїй сукупності утворюють основні напрямки досліджень в науці конституційного права. Напрямки наукових досліджень іноді визначаються як «розділи» та «підрозділи».

### Становлення конституційного права як навчальної дисципліни
Перші курси з конституційного (державного) права починають викладатися в університетах європейських країн на кінець XIX ст. В Україні конституційне (державне) право як навчальна дисципліна починає викладатися з 1863 р. у Київському університеті, а 1865 р. і у Новоросійському університеті. Навчальні курси були обмеженими за часом та змістом викладення матеріалу, а їх викладання передбачало переважно вивчення здобутків науки державного права Російської імперії та ознайомлення з конституційним правом країн Європи та США.
На українських землях, що входили до складу Російської Імперії, роль конституційного права як навчальної дисципліни підвищується після конституційних перетворень 1905 р.
Після революційних подій 1917 р. конституційне право як навчальна дисципліна переживає складний етап, що охарактеризувався спробою створити самостійну навчальну дисципліну, яка б вивчала конституційне право України (1918—1921), та формуванням системи освіти у галузі радянського державного права.
За часів національно-визвольних змагань 1918—1921 років послідовні спроби відродити юридичну освіту в Україні, зокрема і в галузі конституційного права, здійснювалися П. Скоропадським. Протягом літа 1918 р. з'явилося 54 українських гімназії, 6 жовтня 1918 р. було урочисто відкрито у Києві перший Державний Український університет, а 22 жовтня — другий Український університет у Кам'янець-Подільському.
Конституційне право як навчальна дисципліна вивчалося й у Київському юридичному інституті. Навчальна програма інституту за 1918 р. передбачала вивчення конституційного права на суспільно-юридичному факультеті. Зокрема, державне право вивчалося на II курсі судового відділу (4 год), а на II курсі адміністративного відділу вивчалося державне право зарубіжних держав (2 год) і місцеве державне право (4 год)
У перші роки встановлення радянської влади в Україні (1917—1921) радянська правова доктрина спочатку керувалася ідеями миттєвої побудови комунізму, за якого не потрібні будуть ні держава, ні право, але подальший перебіг подій підтвердив хибність такої позиції. Починаючи з 1918—1919 років почалася підготовка спеціалістів у галузі радянського права.
Впродовж всього існування колишнього СРСР навчальна дисципліна «Радянське державне право» була пріоритетною в системі навчальних дисциплін, які вивчалися у радянських ВНЗ. Саме на навчальну дисципліну «Радянське державне право» покладалася ідеологічна функція у підготовці професійних радянських правознавців.
Після проголошення незалежності України починається новий етап становлення і розвитку конституційного права України як навчальної дисципліни. Ця дисципліна стала обов'язковою для вивчення у державних і недержавних вищих юридичних закладах освіти III—IV рівнів акредитації.
З 1996 p. створено належну навчально-методичну базу викладання навчального курсу з конституційного права України. В 1999 р. було видано перший підручник із конституційного права України за редакцією В. Ф. Погорілка, який витримав вже декілька видань та підручник з конституційного права України за редакцією В. Я. Тація, В. Ф. Погорілка і Ю. М. Тодики.
У 2006—2008 роках з'явилося фундаментальне навчальне видання «Конституційне право України. Академічний курс в 2-х томах» (том перший — за редакцією В. Ф. Погорілка; том другий — за редакцією Ю. С. Шемшученка), в якому на високому теоретико-методологічному рівні викладені всі основні питання теорії та практики сучасного конституційного права України. Побачили світ численні навчальні посібники зі спецкурсів, які викладаються в системі конституційно-правової освіти, — прав і свобод людини, виборчого права України, референдумного права і процесу, парламентського права, муніципального права України.

### Навчальна дисципліна конституційного права України
Навчальна дисципліна конституційного права України — це система знань у галузі конституційного права, одержаних наукою конституційного права та практикою конституційного будівництва і реалізації конституційного права.
Система навчальної дисципліни з конституційного права представлена, в першу чергу, такими самостійними навчальними дисциплінами, як «Конституційне право України» та «Конституційне право зарубіжних країн», а також спеціальними навчальними курсами, що деталізують основні Інститути конституційного права.
Навчальна дисципліна «Конституційне право України» є головною, але не єдиною в системі навчальних дисциплін у галузі конституційного права України. У вищих юридичних закладах освіти також викладаються такі самостійні навчальні дисципліни, як: «Конституційне право зарубіжних країн» (присвячена узагальненій характеристиці конституційно-правової теорії і практики зарубіжних держав): «Муніципальне право України» (спрямована на вивчення нагальних питань теорії та практики місцевого самоврядування); «Порівняльне конституційне право», — предметом якої є конституційна компаративістика; «Конституційне процесуальне право України», присвячена вивченню конституційних процесів тощо.